# Saad bin Ladin
Sa'ad bin Osama bin Muhammad bin 'Awad bin Ladin (arabiska: سعد بن أسامة بن محمد بن عوض بن لادن), bättre känd som Saad bin Ladin, född 1979, för närvarande förmodat död, är en av terroristledaren Usama bin Ladins söner. Han har fortsatt i sin fars fotspår genom att inneha en ställning inom terrornätverket al-Qaida. Han tros vara ansvarig för bombningen av en synagoga i Tunisien den 11 april 2002. 19 personer omkom i dådet.
Den 22 juli 2009 kom rapporter om Saad bin Ladins död. Han skall ha dödats i en flygattack administrerad av USA:s underrättelsetjänst.